# Мельно
Мельно (пол. Mielno) — місто у Польщі, у Кошалінському повіті, Західнопоморського воєводства. Розташоване над Балтійським морем і озером Ямно. Один із відомих польських курортів. Центр гміни Мельно.
До 1947 року мало назву Ґросмьоллен (нім. Großmöllen). 1 січня 2017 р. надано міський статус.

## Пам'ятки
- Костел XV ст.
- Парк XVIII-ХІХ ст.
- Вілла на вул. Костюшка, початок ХХ ст.